# Wereldkampioenschappen roeien 2019
De wereldkampioenschappen roeien 2019 werden van 25 augustus tot en met 1 september 2019 gehouden in Ottensheim, Oostenrijk. Er stonden 29 onderdelen op het programma, 13 voor mannen en 13 voor vrouwen en 3 gemengde paralympische onderdelen.

## Medaillewinnaars

### Mannen
| Bootklasse              | Goud | Goud    | Zilver | Zilver  | Brons | Brons   |
| Skiff M1x               | Oliver Zeidler | 6.44,55 | Sverri Sandberg Nielsen | 6.44,58 | Kjetil Borch | 6.44,84 |
| Lichte skiff LM1x       | Martino Goretti | 6.59,48 | Péter Galambos | 7.02,37 | Sean Murphy | 7.04,55 |
| Dubbel twee M2x         | China Liu Zhiyu Zhang Liang | 6.05,68 | Ierland Philip Doyle Ronan Byrne | 6.06,25 | Polen Mirosław Ziętarski Mateusz Biskup | 6.07,87 |
| Lichte dubbel twee LM2x | Ierland Fintan McCarthy Paul O'Donovan | 6.37,28 | Italië Stefano Oppo Pietro Ruta | 6.39,71 | Duitsland Jonathan Rommelmann Jason Osborne | 6.41,07 |
| Twee zonder M2-         | Kroatië Martin Sinković Valent Sinković | 6.42,28 | Nieuw-Zeeland Tom Murray Michael Brake | 6.45,47 | Australië Sam Hardy Joshua Hicks | 6.51,81 |
| Lichte twee zonder LM2- | Italië Giuseppe Di Mare Raffaele Serio | 6.37,75 | Rusland Nikita Bolozin Maksim Telitcyn | 6.42,07 | Brazilië Vangelys Reinke Emanuel Dantas | 6.45,28 |
| Dubbel vier M4x         | Nederland Dirk Uittenbogaard Abe Wiersma Tone Wieten Koen Metsemakers                                                                                         | 5.51,75 | Polen Dominik Czaja Wiktor Chabel Szymon Pośnik Fabian Barański                                                                               | 5.55,59 | Italië Filippo Mondelli Andrea Panizza Luca Rambaldi Giacomo Gentili                                                                                 | 5.56,11 |
| Lichte dubbel vier LM4x | China Zhang Zhiyuan Chen Sensen Lü Fanpu Zeng Tao | 5.53,63 | Italië Lorenzo Fontana Alfonso Scalzone Catello Amarante Gabriel Soares                                                                       | 5.55,01 | Nederland Damion Eigenberg David Kampman Ward van Zeijl Bart Lukkes                                                                                  | 5.56,06 |
| Vier zonder M4-         | Polen Mateusz Wilangowski Mikołaj Burda Marcin Brzeziński Michał Szpakowski                                                                                   | 6.09,86 | Roemenië Mihăiță Vasile Țigănescu Mugurel Vasile Semciuc Ștefan Constantin Berariu Cosmin Pascari                                             | 6.11,41 | Verenigd Koninkrijk Matthew Rossiter Oliver Cook Rory Gibbs Sholto Carnegie                                                                          | 6.11,71 |
| Acht M8+                | Duitsland Johannes Weißenfeld Laurits Follert Christopher Reinhardt Torben Johannesen Jakob Schneider Malte Jakschik Richard Schmidt Hannes Ocik Martin Sauer | 5.19,41 | Nederland Bjorn van den Ende Ruben Knab Jasper Tissen Simon van Dorp Maarten Hurkmans Bram Schwarz Mechiel Versluis Robert Lücken Aranka Kops | 5.19,96 | Verenigd Koninkrijk Thomas George Jamed Rudkin Josh Bugajski Moe Sbihi Jacob Dawson Oliver Wynne-Griffith Matthew Tarrant Thomas Ford Henry Fieldman | 5.22,35 |
| Para-roeien             | |         | |         | |         |
| Para skiff PR1M1x       | Roman Polianskyi | 9.12,99 | Aleksey Chuvashev | 9.19,43 | Erik Horrie | 9.23,86 |
| Para skiff PR2M1x       | Corné de Koning | 8.42,78 | Jeremy Hall | 8.47,44 | Daniele Stefanoni | 9.11,55 |
| Para twee-zonder PR3M2- | Canada Kyle Fredrickson Andrew Todd | 7.16,42 | Australië William Smith Jed Altschwager | 7.17,83 | Frankrijk Jérôme Hamelin Laurent Viala | 7.24,00 |

### Vrouwen
| Bootklasse              | Goud | Goud     | Zilver | Zilver   | Brons | Brons           |
| Skiff W1x               | Sanita Pušpure | 7.17,14  | Emma Twigg | 7.20,56  | Kara Kohler | 7.22,21         |
| Lichte skiff LW1x       | Marie-Louise Dräger | 7.43,98  | Chiaki Tomita | 7.47,28  | Madeleine Arlett | 7.49,82         |
| Dubbel twee W2x         | Nieuw-Zeeland Brooke Donoghue Olivia Loe | 6.47,17  | Roemenië Nicoleta-Ancuța Bodnar Simona Radiș                                                                                                 | 6.48,55  | Nederland Roos de Jong Lisa Scheenaard | 6.49,22         |
| Lichte dubbel twee LW2x | Nieuw-Zeeland Zoe McBride Jackie Kiddle | 7.15,32  | Nederland Marieke Keijser Ilse Paulis | 7.19,51  | Verenigd Koninkrijk Emily Craig Imogen Grant | 7.21,38         |
| Twee zonder W2-         | Nieuw-Zeeland Grace Prendergast Kerri Gowler                                                                                                | 7.21,35  | Australië Jessica Morrison Annabelle McIntyre                                                                                                | 7.23,62  | Canada Caileigh Filmer Hillary Janssens | 7.26,52         |
| Lichte twee zonder LW2- | Verenigde Staten Margaret Bertasi Cara Stawicki                                                                                             | 7.32,64  | Italië Sofia Tanghetti Maria Ludovica Costa                                                                                                  | 7.34,20  | Duitsland Janika Kölblin Marie-Christine Gerhardt                                                                                               | 7.37,72         |
| Dubbel vier W4x         | China Chen Yunxia Zhang Ling Lü Yang Cui Xiaotong                                                                                           | 6.34,65  | Polen Agnieszka Kobus Marta Wieliczko Maria Springwald Katarzyna Zillmann                                                                    | 6.36,59  | Nederland Olivia van Rooijen Inge Janssen Sophie Souwer Nicole Beukers                                                                          | 6.36,62         |
| Lichte dubbel vier LW4x | Italië Giulia Mignemi Greta Martinelli Silvia Crosio Arianna Noseda                                                                         | 6.34,00  | China Cheng Mengyin Wu Qiang Chen Fang Yuan Xiaoyu                                                                                           | 6.36,31  | Duitsland Fini Sturm Vera Spanke Leonie Pieper Leonie Pless                                                                                     | 6.37,72         |
| Vier zonder W4-         | Australië Olympia Aldersey Katrina Werry Sarah Hawe Lucy Stephan                                                                            | 6.43,45  | Nederland Ellen Hogerwerf Karolien Florijn Ymkje Clevering Veronique Meester                                                                 | 6.45,55  | Denemarken Ida Jacobsen Frida Sanggaard Nielsen Hedvig Rasmussen Christina Johansen                                                             | 6.47,84         |
| Acht W8+                | Nieuw-Zeeland Ella Greenslade Emma Dyke Lucy Spoors Kelsey Bevan Grace Prendergast Kerri Gowler Elizabeth Ross Jackie Gowler Caleb Shepherd | 5.56,91  | Australië Leah Saunders Jacinta Edmunds Bronwyn Cox Georgina Rowe Rosemary Popa Annabelle McIntyre Jessica Morrison Molly Goodman James Rook | 5.59,63  | Verenigde Staten Felice Mueller Kristine O'Brien Meghan Musnicki Dana Moffat Olivia Coffey Emily Regan Gia Doonan Erin Reelick Katelin Guregian | 6.01,93         |
| Para-roeien             | |          | |          | |                 |
| Para skiff PR1W1x       | Birgit Skarstein | 10.18,83 | Nathalie Benoit | 10.24,07 | Moran Samuel | 10.30,19        |
| Para skiff PR2W1x       | Kathryn Ross | 9.37,30  | Annika van der Meer | 9.56,84  | Katie O'Brien | 10.01,64        |
| Para twee-zonder PR3W2- | Verenigde Staten Molly Moore Jaclyn Smith                                                                                                   | 8.06,51  | Italië Greta Muti Maryam Afgei | 9.20,71  | Niet uitgereikt | Niet uitgereikt |

### Gemengd para-roeien
| Bootklasse                    | Goud                                                                                               | Goud    | Zilver                                                                                     | Zilver  | Brons                                                                                | Brons   |
| Gemengde dubbel-twee PR2Mix2x | Verenigd Koninkrijk Lauren Rowles Laurence Whiteley                                                | 8.34,95 | Nederland Annika van der Meer Corné de Koning                                              | 8.37,78 | Frankrijk Perle Bouge Christophe Lavigne                                             | 9.02,60 |
| Gemengde dubbel-twee PR3Mix2x | Rusland Valentina Zhagot Evgenii Borisov                                                           | 7.48,32 | Oostenrijk Johanna Beyer David Erkinger                                                    | 8.01,12 | Verenigde Staten Joshua Boissoneau Pearl Outlaw                                      | 8.17,51 |
| Gemengde vier-met PR3Mix4+    | Verenigd Koninkrijk Ellen Buttrick Giedre Rakauskaite James Fox Oliver Stanhope Erin Wysocki-Jones | 7.09,54 | Verenigde Staten Alexandra Reilly Charley Nordin John Tanguay Danielle Hansen Karen Petrik | 7.21,61 | Italië Cristina Scazzosi Alessandro Brancato Lorenzo Bernard Greta Muti Lorena Fuina | 7.29,34 |

## Medaillespiegel
| Plaats | Land                | Goud | Zilver | Brons | Totaal |
| 1      | Nieuw-Zeeland       | 4    | 2      | 0     | 6      |
| 2      | Italië              | 3    | 3      | 1     | 7      |
| 3      | China               | 3    | 1      | 0     | 4      |
| 4      | Duitsland           | 3    | 0      | 3     | 6      |
| 5      | Ierland             | 2    | 0      | 1     | 3      |
| 6      | Nederland           | 1    | 3      | 3     | 7      |
| 7      | Polen               | 1    | 2      | 1     | 4      |
| 8      | Verenigde Staten    | 1    | 0      | 2     | 3      |
| 9      | Kroatië             | 1    | 0      | 0     | 1      |
| 10     | Rusland             | 0    | 1      | 0     | 1      |
| 11     | Australië           | 0    | 3      | 2     | 5      |
| 12     | Roemenië            | 0    | 2      | 0     | 2      |
| 13     | Denemarken          | 0    | 1      | 1     | 2      |
| 14     | Hongarije           | 0    | 1      | 0     | 1      |
| 14     | Japan               | 0    | 1      | 0     | 1      |
| 16     | Verenigd Koninkrijk | 0    | 0      | 4     | 4      |
| 17     | Canada              | 0    | 0      | 1     | 1      |
| 17     | Noorwegen           | 0    | 0      | 1     | 1      |
| 17     | Brazilië            | 0    | 0      | 1     | 1      |
| Totaal | Totaal              | 20   | 20     | 20    | 60     |

| Plaats | Land                | Goud | Zilver | Brons | Totaal |
| 1      | Australië           | 2    | 0      | 1     | 3      |
| 2      | Verenigd Koninkrijk | 2    | 0      | 0     | 2      |
| 3      | Nederland           | 1    | 2      | 0     | 3      |
| 4      | Verenigde Staten    | 1    | 1      | 1     | 3      |
| 5      | Canada              | 1    | 1      | 0     | 2      |
| 5      | Rusland             | 1    | 1      | 0     | 2      |
| 7      | Noorwegen           | 1    | 0      | 0     | 1      |
| 7      | Oekraïne            | 1    | 0      | 0     | 1      |
| 9      | Frankrijk           | 0    | 1      | 2     | 3      |
| 9      | Italië              | 0    | 1      | 2     | 3      |
| 11     | Ierland             | 0    | 1      | 0     | 1      |
| 11     | Oostenrijk          | 0    | 1      | 0     | 1      |
| 13     | Israël              | 0    | 0      | 1     | 1      |
| Totaal | Totaal              | 9    | 9      | 8     | 26     |

## Organisatie
De organisatie (Oberösterreichischer Landesruderverband) ontving een subsidie van € 1.237.000 (2018: € 800.000, 2019: € 100.000, 2020: € 100.000, 2022: € 37.000) vanuit de federale overheid van Oostenrijk, in het kader van een subsidieregeling voor grote sportevenementen.